# Стамериенский дворец
Стамериенский дворец (замок Штомерзее; латыш. Stāmerienas muižas pils, нем. Schloss Stomersee) — архитектурно-исторический памятник в селе Вецстамериена Гулбенского края Латвии.

## История
Здание в стиле французского неоклассицизма с элементами ложной готики было построено в 1830-х —1840-х годах владельцем поместья Штомерзее бароном Иоганном Готлибом (Эдуардом Генриховичем) фон Вольфом (1817—1883). Вокруг дворца был устроен английский ландшафтный парк площадью 25 гектаров. Была проложена дорога до соседнего поместья Шваненбург, создан комплекс хозяйственных построек, православная церковь и школа. 
В 1883 совладельцами имения стали сыновья Э. Г. фон Вольфа Борис и Павел. 
В 1905 году дворец был разграблен и сожжен восставшими латышскими крестьянами; к 1908 восстановлен Борисом фон Вольфом, с добавлением элементов палладианства и модерна. В 1894—1918 в Штомерзее время от времени проживали супруга Бориса итальянская певица Аличе Барби и их дочери Александра и Ольга. 

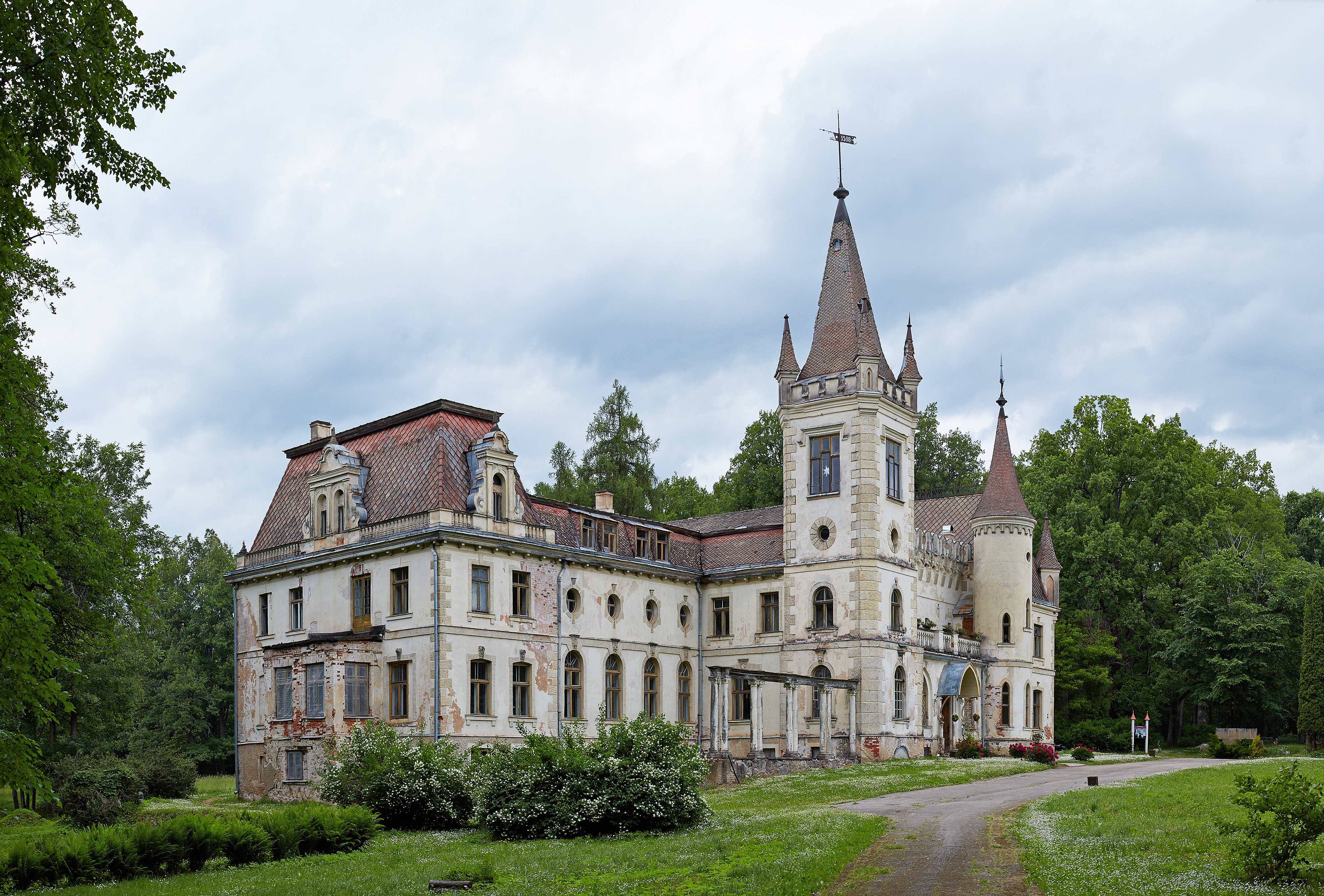

После гибели Бориса фон Вольфа в марте 1917 поместье унаследовала старшая дочь Александра, вышедшая в 1918 году замуж за соседнего помещика Андрея Пилар фон Пильхау. После ухода оккупационных немецких войск и вторжения в Латвию в начале 1919 частей Красной армии остзейским помещикам пришлось спасаться бегством. В 1920-м, после разгрома красных войск в войне с Польшей, вернувшаяся в страну баронесса Александра фон Вольф получила латвийское гражданство. 
Дворец Штомерзее был одним из немногих помещичьих особняков, избежавших национализации, проведенной в 1920 году латвийским правительством, и до 1939-го оставался во владении семьи фон Вольф.

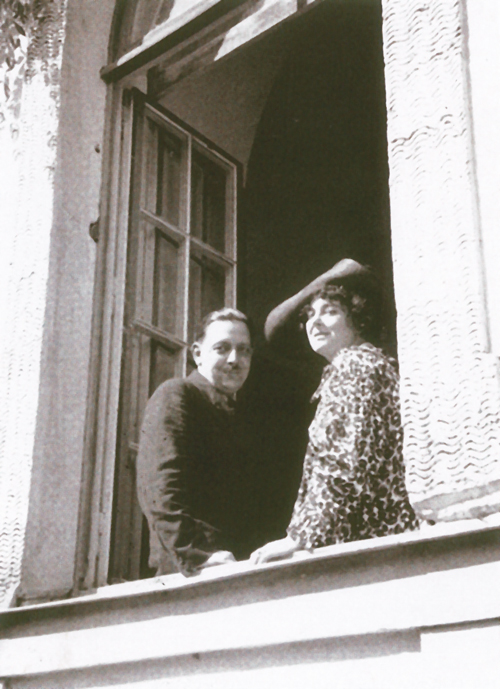
Джузеппе Томази ди Лампедуза и Александра фон Вольф у окна в замке Штомерзее. 1931 год

В 1927 в Штомерзее впервые приехал итальянский писатель князь Джузеппе Томази ди Лампедуза, ставший в 1932 году вторым мужем Александры фон Вольф. В ходе репатриации балтийских немцев в 1939 году владельцы дворца покинули страну, и смогли ненадолго вернуться лишь в период немецкой оккупации в 1942 году. К этому времени дворец был почти весь разорен, окрестные постройки разрушены. 
В 1944 году Латвия была освобождена от немецких войск, дворец стал использоваться для администрации совхоза, созданного на месте бывшего поместья. 
После восстановления независимости Латвии дворец в 1991—1998 годах находился в запустении, затем был частично отреставрирован и ныне в нем размещается краеведческий музей. Православный храм Святого Александра Невского в Стамериене ныне также восстановлен.

## Храм в Штомерзее
В 1851 г . в имении была выстроена деревянная церковь. Её построили на правительственные средства по типовому проекту православных храмов в Лифляндской губернии. Рядом с храмом поставили дом для причта, где разместилось и приходское училище.
В 1866 году на выделенные Рижской епархией средства церковь была перестроена.
В 1892 г. архиепископ Рижский и Митавский Арсений (Брянцев) посетил приход, в котором к тому времени насчитывалось 1800 прихожан. Решении возвести каменный храм поддержал владелец земель, барон Эдуард фон Вольф и его жена, Софья Яковлевна, дочь генерала Якова Алексеевича Потёмкина. Барон уже неоднократно безвозмездно передавала приходу земли, в том числе для расширения кладбища. Часть средств на строительство выделил Священный Синод, значительную сумму внес император Николай II. В январе 1902 г. начались строительные работы. В строительстве принимал участие настоятель Иоанновского храма в Риге, Николай Васильевич Шалфеев.
6 июня 1904 года храм освятил во имя Св. Благоверного Великого Князя Александра Невского архиепископ Рижский и Митавский Агафангел (Преображенский).
Храм был закрыт в начале 1960- х годов. В нём был устроен склад совхоза, где хранили удобрения и запчасти для сельхозтехники.
6 июня 2004 года храм был вновь открыт и в нём идут службы.